# 鉄欠乏症 (植物)

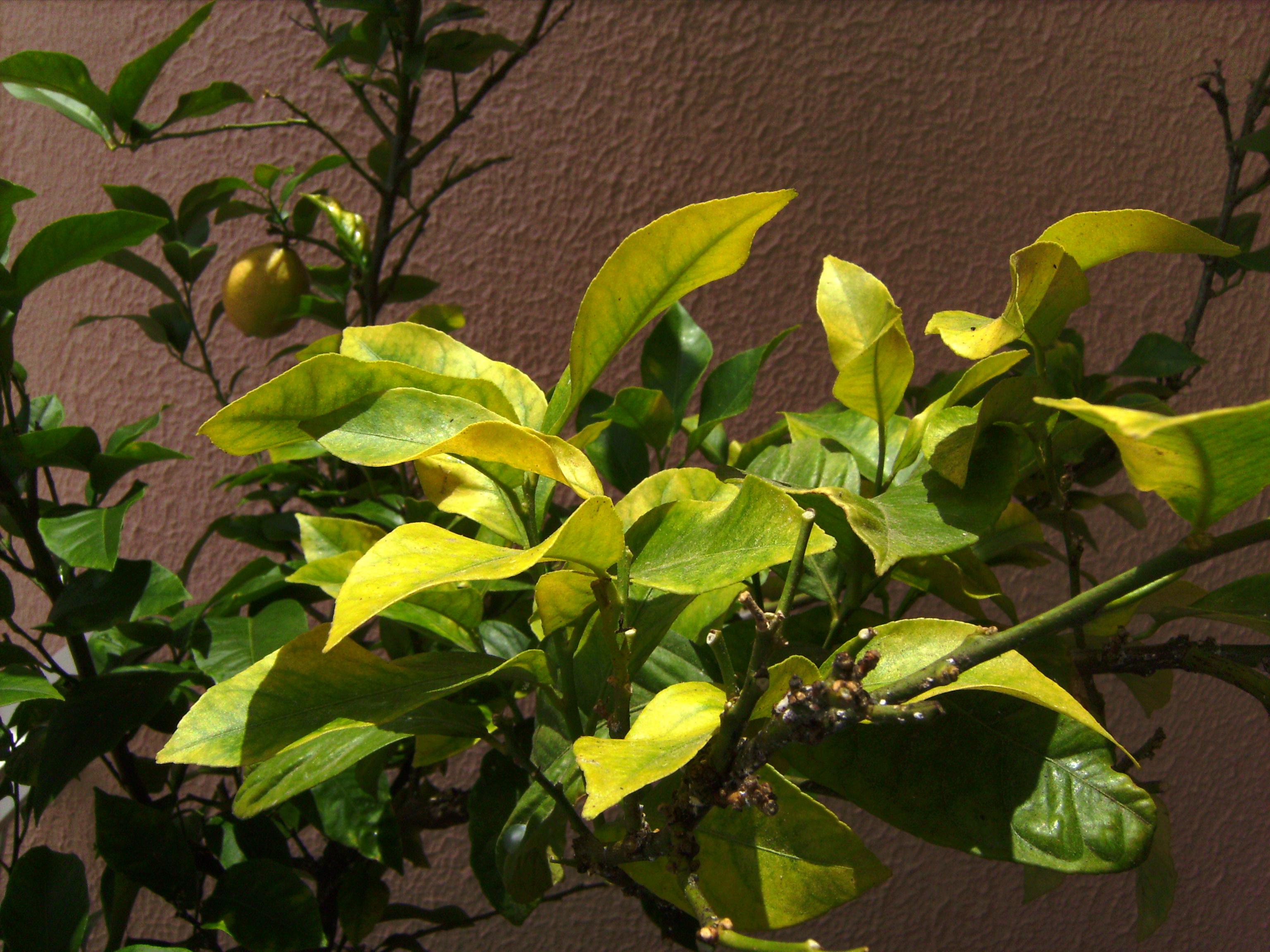
レモンの樹における鉄欠乏症。この画像の左側には緑色の正常な葉が、中央には黄色の鉄欠乏の葉がある。

鉄欠乏症（てつけつぼうしょう、Iron (Fe) deficiency）とは、植物における障害の一つである。特に、石灰によって引き起こされる白化 (植物)症状がよく知られている。マンガン欠乏症と見分けが難しい。植物の要求量の鉄が土壌にないことは稀であるが、土壌pHが約5-6.5になければ鉄分は植物にとって吸収できない形態（非可給態）をとる。過剰に塩基性（pH6.5超）の土壌では一般的な問題である。土壌が浸水しすぎていたり、過剰に施肥されたりした場合、鉄欠乏症は起こる可能性がある。カルシウム、亜鉛、マンガン、リン、あるいは銅といった元素が土壌中に大量に存在する場合、鉄を非可給態に固定する。
鉄はクロロフィルの合成に要求され、鉄欠乏症は白化の原因となる。他にも酵素に必要とされる。例えば、グルタミル-tRNAレダクターゼの活性部位に使われている。この酵素は、ヘムやクロロフィルの前駆体である5-アミノレブリン酸の合成に必要とされる。

## 症状
症状として、葉脈は緑のまま葉縁部は黄色または褐色へ変色する。ただし、若い葉の場合、全体が白くなることがある。果実の品質と収量は低減する。あらゆる植物は鉄欠乏の影響を受ける。ラズベリーとナシ属、および最も好酸性の植物（アザレアやツバキ属など）の感受性は特に強い。

## 治療法
鉄欠乏は、生育条件に適した土壌を選択することによって回避することができる。例えば、石灰質土壌において好酸性植物の生育はすべきでない。また、よく腐熟させた堆肥またはコンポストの投入によっても回避できる。鉄欠乏クロロシスが疑われる場合には、適切な検査キットや器具を用いて土壌pHを確認することが推奨されている。表面および深部で土壌サンプルを採取する。pHが7以上である場合には、6.5-7.0の範囲へとpHを低下させる土壌改良を検討する。改良方法には次の方法がある：
1. 堆肥、コンポスト、泥炭または類似の有機質肥料の投入。ただし、有機質肥料の中には石灰を加えてpHを7-8にしたものもある。
2. 窒素肥料として硫酸アンモニウムを利用する。これは、アンモニウムイオンの分解による硝酸の生成により土壌と根圏を酸性化する）。
3. 土壌への硫黄分の投入。硫黄分は酸化剤であり、数か月にわたって硫酸塩/亜硫酸塩を生成し、pHを低くする。

なお、酸（硫酸、塩酸、クエン酸など）を直接、土壌に添加することは危険である。なぜなら、土壌粒子に結合していた、植物にとって有毒な金属イオンを植物に吸収可能にするためである。硫酸鉄または鉄キレート化合物を用いると植物が直ちに利用可能な鉄分を供給することができる。鉄キレート化合物としてはFe-EDTAとFe-EDDHAが一般的である。硫酸鉄とFe-EDTAはpHが7.1以下の土壌で効果がある。葉面散布なら、土壌pHに関係なく使用することができる。Fe-EDDHAはpH9（高アルカリ）までの土壌で有効であるが、光劣化を避けるため、夕方以降に使用しなければならない。土壌中のEDTAは鉛を移動可能にすることができるが、EDDHAはしない。